# 프랜시스 에지워스

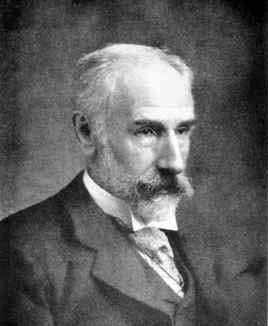

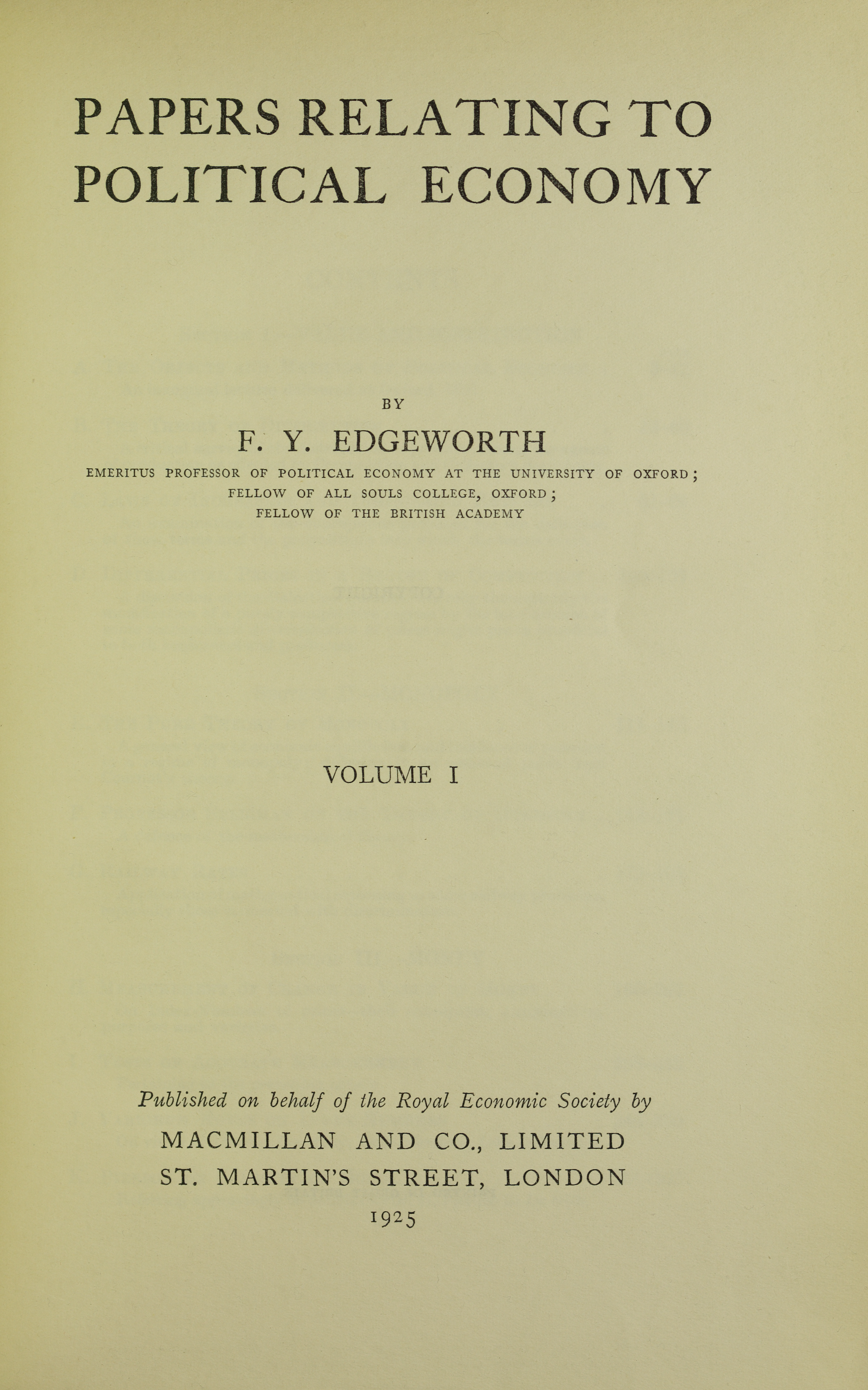
Papers relating to political economy, 1925

프랜시스 에지워스(Francis Edgeworth, 1845년∼1926년)는 영국의 경제학자이다.
프랜시스 에지워스는 1845년에 아일랜드의 에지워스타운에서 태어났다. 그는 1862년부터 더블린에 있는 트리니티칼리지에서 불어, 독어, 이탈리아어 등과 고전을 공부했다. 1867년에는 옥스퍼드로 유학하여 2년간 고전인문학을 수학했다. 그러나 학위는 1873년에 받았다. 에지워스는 1870년에 런던 지역의 햄스테드로 주거를 옮겼는데, 그 후 10년간의 행적은 잘 알려져 있지 않다. 1877년에 변호사 자격을 취득한 것으로 미뤄보건대 법률을 공부했었음을 짐작할 수 있다. 수학과 통계학을 독학한 것도 이 시기일 것이다. 그리고 아마도 그의 이웃이었던 제번스가 작성한 수리경제학 문헌 목록이 그의 경제학 공부에 도움을 주었을 것이다.
1877년에 ≪윤리학의 새로운 방법과 오래된 방법≫(The New and Old Methods of Ethics)을 출간했고, 이어서 1881년에 ≪수리정신학≫을 출간했다. 그러면서 여러 대학과 기관에서 다양한 주제의 강의를 맡았으며, 여러 대학의 교수직에 지원했다. 그러나 1888년에야 비로소 런던대학 킹스칼리지(King’s College)의 경제학 및 통계학 교수로 임용되었다. 1891년에는 옥스퍼드대학 올솔스칼리지(All Souls College)의 정치경제학 교수로 임용되었으며, 영국경제학회가 발간하는 ＜이코노믹 저널＞(Economic Journal)의 초대 편집인이 되었다.